# Benjamin Fischer (Politiker)

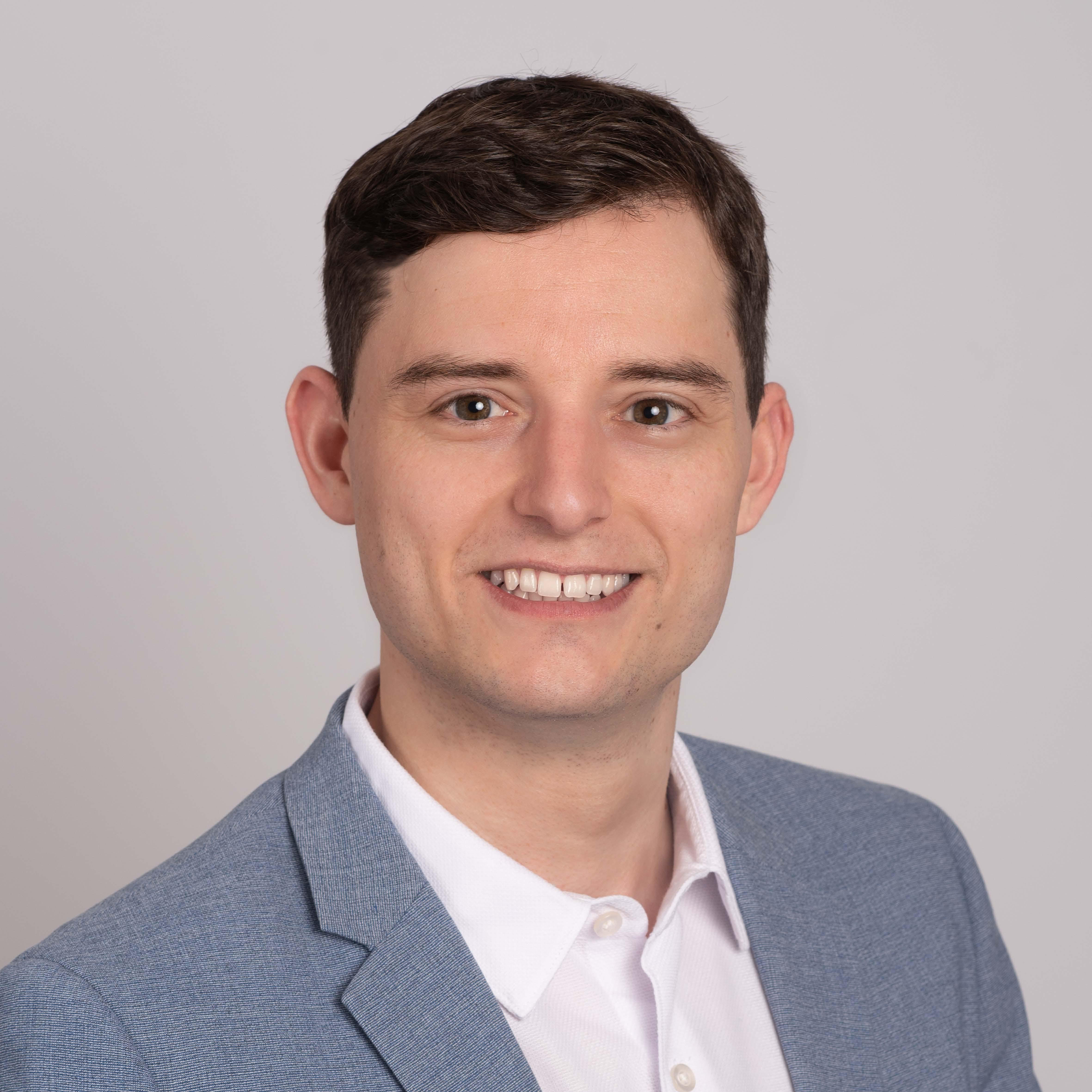
Benjamin Fischer (2023)

Benjamin («Beni») Fischer  (* 16. August 1991 in Uster; heimatberechtigt in Volketswil) ist ein Schweizer Politiker (SVP). Von 2016 bis 2020 war er Präsident der Jungen SVP Schweiz (JSVP) und von 2020 bis 2022 Präsident der SVP Kanton Zürich. 2022 wurde er Mitglied im Nationalrat.

## Biografie
Benjamin Fischer wuchs als viertes von sechs Kindern in Volketswil auf, wo er noch heute wohnt. Sein Vater war Kleinbauer, die Mutter Pianistin und Klavierlehrerin. Fischer ist verheiratet und hat zwei Söhne (Jg. 2019 und Jg. 2022). 2010 machte er die kaufmännische Berufsmatura und studierte an der Zürcher Hochschule für Angewandte Wissenschaften (ZHAW) Betriebsökonomie mit dem Abschluss Bachelor of Science in Business Administration with Specialisation in Economics and Politics.
Parallel zum Studium absolvierte er eine Berufsausbildung als Versicherungsvermittler VBV und arbeitete im Bereich Versicherungs- und Finanzberatung. 2015 bis 2017 arbeitete er in der Baubranche, seit 2019 im Bereich CRM.  2016–2018 studierte er an der Hochschule für Wirtschaft Zürich (HWZ) mit dem Abschluss Master of Science in Business Administration with Major in Strategic Management. Fischer hat die Panzer/Artillerie Offiziersschule in Thun absolviert und ist Milizoffizier im Rang eines Oberleutnants.

## Politik
2007 trat er der Jungen SVP bei, 2009 der SVP Volketswil. 2012–2020 war er Aktuar der SVP Bezirk Uster und Präsident der SVP Volketswil. Im Wahlkreis XII Uster wurde er 2015 als jüngstes Mitglied in den Zürcher Kantonsrat gewählt, diesem gehörte er bis zu seinem Rücktritt 2022 an.
Fischer gehörte der ''Kommission für soziale Sicherheit und Gesundheit (KSSG)'' an, die er von 2019 bis 2022 als Präsident vorstand, sowie 2018 bis 2019 der ''Aufsichtskommission Bildung und Gesundheit (ABG)''. 2016–2020 war er Präsident der Jungen SVP Schweiz, er folgte auf Anian Liebrand. Seit 2016 ist er Mitglied des Parteivorstands und der Parteileitung der SVP Schweiz. Von 2020 bis 2022 war Fischer Präsident der SVP des Kantons Zürich, auf ihn folgte Domenik Ledergeber. 2022 rückte Fischer für den zurückgetretenen Hans-Ueli Vogt in den Nationalrat nach. Fischer ist Mitglied der Staatspolitischen Kommission.
Bei den Erneuerungswahlen in seinem Wohnort Volketswil im Jahr 2022 wurde Fischer nicht neu in den Gemeinderat gewählt, sein Parteikollege Christian Knechtle schied als Bisheriger aus.